# Евдокимов, Вячеслав Борисович
Вячесла́в Бори́сович Евдоки́мов (род. 25 августа 1945, Шадринск, Курганская область) — российский юрист, доктор юридических наук, профессор. Старший советник юстиции (по службе в органах прокуратуры); государственный советник юстиции 1 класса (по службе в органах юстиции). Заслуженный юрист Российской Федерации. Почётный работник юстиции Российской Федерации. Первый заместитель Министра юстиции Российской Федерации (2001—2004). Главный научный сотрудник отдела конституционного права Института законодательства и сравнительного правоведения при Правительстве Российской Федерации.

## Биография
Вячеслав Борисович Евдокимов родился 25 августа 1945 года в городе Шадринске Курганской области.
В 1968 году окончил Свердловский юридический институт по специальности «Правоведение».
В 1968—1971 годах на практической работе: в прокуратуре Кировского района города Свердловска, затем адвокатом в юридической консультации № 7 г. Свердловска.
С 1968 по 1972 годах обучался в заочной аспирантуре Свердловского юридического института. Кандидатская диссертация на тему «Институт конституционного контроля в США в период империализма» защищена в 1972 году (Науч. рук. В. Е. Чиркин).
С 1971 по 1993 годах — на преподавательской работе в Свердловском юридическом институте, в должности старшего преподавателя, доцента, профессора кафедры иностранного государственного и международного права, где преподавал конституционное право зарубежных стран.
В 1990 году в Свердловском юридическом институте защитил докторскую диссертацию на тему «Правовое регулирование политических партий в буржуазных странах».
В 1993—1998 годах возглавлял отдел государственного строительства в Институте философии и права Уральского отделения Российской академии наук.
В 1998—2000 годах заведовал кафедрой государственного и муниципального управления в Уральской академии государственной службы.
С 2000 по 2006 годах работал в Министерстве юстиции Российской Федерации вначале в должности руководителя Департамента, а затем статс-секретаря — первого заместителя Министра юстиции.
С апреля 2001 года статс-секретарь — первый заместитель Министра юстиции Российской Федерации.
9 декабря 2004 года был освобождён от должности статс-секретаря — первого заместителя Министра и назначен директором Департамента социального и гражданского законодательства Министерства юстиции Российской Федерации;
С августа 2007 года заведующий отделом прокурорского надзора и укрепления законности в сфере государственного строительства, государственной и муниципальной службы, борьбы с коррупцией НИИ Академии Генеральной прокуратуры РФ.
С января 2010 года — главный научный сотрудник отдела проблем прокурорского надзора и укрепления законности в сфере конституционных прав и свобод человека и гражданина НИИ Академии Генеральной прокуратуры РФ. Является экспертом Комиссии при Президенте Российской Федерации по вопросам реформирования и развития государственной службы.
С 2018 года работает главным научным сотрудником отдела конституционного права Института законодательства и сравнительного правоведения при Правительстве Российской Федерации. Основная специализация: конституционное и муниципальное право, проблемы государственного строительства и конституционной законности, вопросы законотворчества в Российской Федерации

## Научная деятельность
- Евдокимов В. Б. принимал участие в разработке Конституции Российской Федерации, Конституций и Уставов ряда субъектов Российской Федерации (Свердловской, Челябинской областей, Республики Башкортостан, Ханты-Мансийского автономного округа и др.). В период работы в Минюсте России активно участвовал в законотворческой деятельности Правительства и палат Федерального собрания Российской Федерации. Являлся одним из разработчиков ряда проектов федеральных законов, («О политических партиях», «О системе государственной службы Российской Федерации» и др.).

Евдокимов В. Б. — член диссертационного совета Академии Генеральной прокуратуры Российской Федерации. Участвовал в работе ряда международных, российских конференций и семинаров. Под научным руководством Евдокимова В. Б. защитили диссертации кандидатов юридических наук шесть аспирантов и соискателей.
- За примерное исполнение служебных обязанностей, вклад в укрепление законности и правопорядка Евдокимов В. Б. поощрялся руководством Академии, Генеральным прокурором РФ.

### Направления научной деятельности
Сферу научных интересов Евдокимова В. Б. составляют проблемы государственного строительства, конституционной законности и роли прокуратуры в её обеспечении, государственной и муниципальной службы, конституционного и муниципального права России, государственного права зарубежных стран, вопросы законотворчества в Российской Федерации. Наиболее значительный вклад внесен им в разработку проблем правового регулирования образования и деятельности политических партий, их участия в выборах, формирования и деятельности парламента и правительства в развитых странах современного мира.
Является одним из разработчиков ряда проектов федеральных законов (Федерального закона «О политических партиях», Федерального закона «О системе государственной гражданской службы в Российской Федерации» и др.)

## Награды и звания
- Классный чин государственного советника юстиции 1 класса, присвоен Указом Президента Российской Федерации № 782 от 28 июня 2001 года
- Почетное звание «Заслуженный юрист Российской Федерации», 2004 год
- Почетное звание «Почётный работник юстиции России», 2002 год
- Имеет государственные и ведомственные награды.

## Основные научные труды
Евдокимовым В. Б. опубликовано около 200 научных работ, в том числе монографий, учебников, учебных пособий среди которых:
- «Избирательные системы и партии в буржуазном государстве» (М., 1979, в соавторстве)
- «Государственное право буржуазных и освободившихся стран» (М., 1986, в соавторстве)
- «Партии в политической системе буржуазного общества» (Свердловск, 1990)
- «Политические партии в зарубежных странах: политико-правовые аспекты» (Свердловск, 1992)
- «Торговое законодательство зарубежных стран» (Екатеринбург, 1992)
- «Конституционное судопроизводство в США» (Екатеринбург, 1996)
- «Федерализм и децентрализация» (Екатеринбург, 1998, в соавторстве)
- «Проблемы и пути совершенствования государственного управления в Российской Федерации» (Екатеринбург, 1999, в соавторстве)
- «Местные органы власти зарубежных стран: правовые аспекты» (М., 2001, в соавторстве)
- «Международная правовая помощь по гражданским и уголовным делам» (М., 2004, в соавторстве)
- «Избирательные системы стран мира» (Екатеринбург, 2005, в соавторстве)
- «Конституции государств Америки» (вступительные статьи и тексты конституций Бразилии и Канады, М., 2006)
- «Прокурорский надзор за исполнением законодательства о государственной гражданской и муниципальной службе» (М., 2009, в соавторстве)
- «Настольная книга прокурора» (М., 2012, в составе авторского коллектива)
- «Современный российский федерализм: отношения центра с его субъектами» (М., 2012, в соавторстве)